# Герб Михальчого
Герб Миха́льчого — офіційний символ села Михальчого, Коломийського району Івано-Франківської області, затверджений рішенням Михальчівської сільської ради.
Автор проєкту — А. Гречило.

## Опис герба
У зеленому полі ламана М-подібно срібна балка, поверх усього покладено золотий меч вістрям вгору

## Зміст
Ламана смуга у формі літери «М» має кілька значень: вказує на назву села; подає видозміну герба Авданець, яким користувався в ХV ст. Мужило з Бучача та його нащадки, які сприяли розвитку поселення; уособлює звивисту річку Дністер і прикарпатські передгір'я. Меч є символом Архангела Михаїла й опосередковано вказує на назву села, а також підкреслює стратегічне значення Михальча та наявність тут оборонного замку. Зелене поле характеризує багаті землі села. 
Щит увінчано червоною міською короною, що вказує на село, яке давніше було містечком.